# Fontaine de Ribeauvillé (place de l'Hôtel-de-Ville)
Pour les articles homonymes, voir Fontaine de Ribeauvillé.
La fontaine de Ribeauvillé est un monument historique situé à Ribeauvillé, dans le département français du Haut-Rhin.

## Localisation
Cette construction est située place de l'Hôtel-de-Ville à Ribeauvillé.

## Historique
L'édifice fait l'objet d'une inscription au titre des monuments historiques depuis 1932.

## Architecture

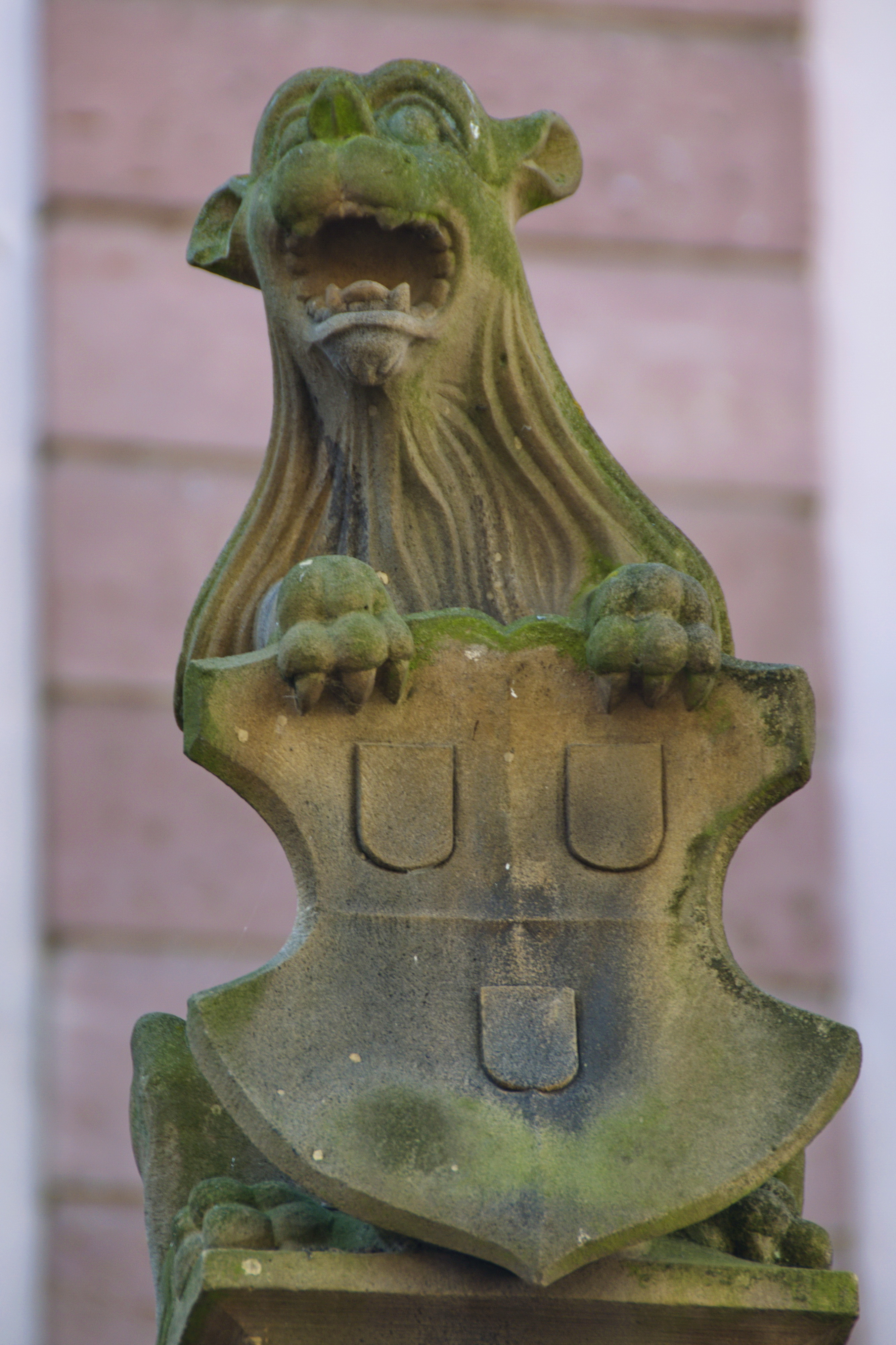
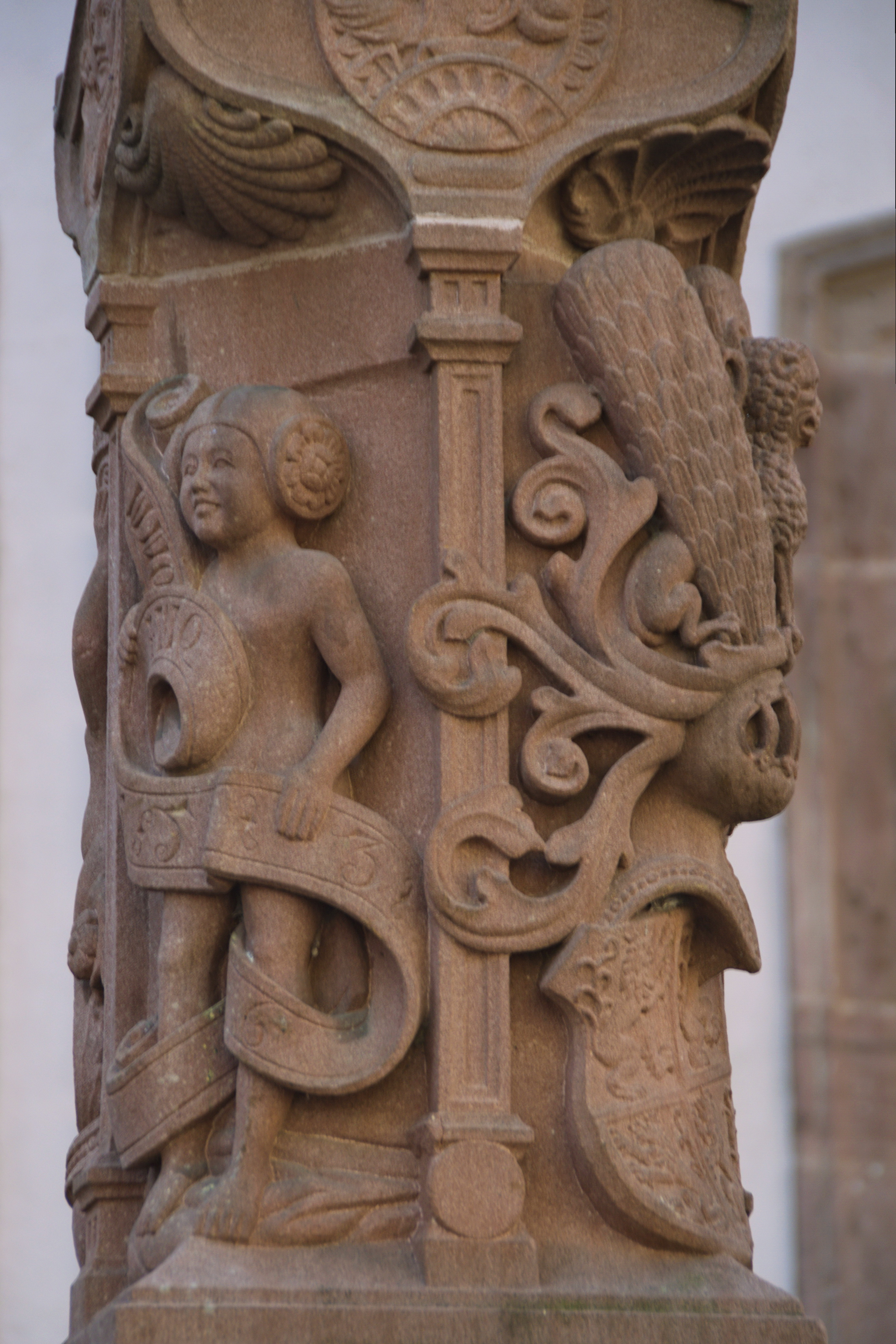
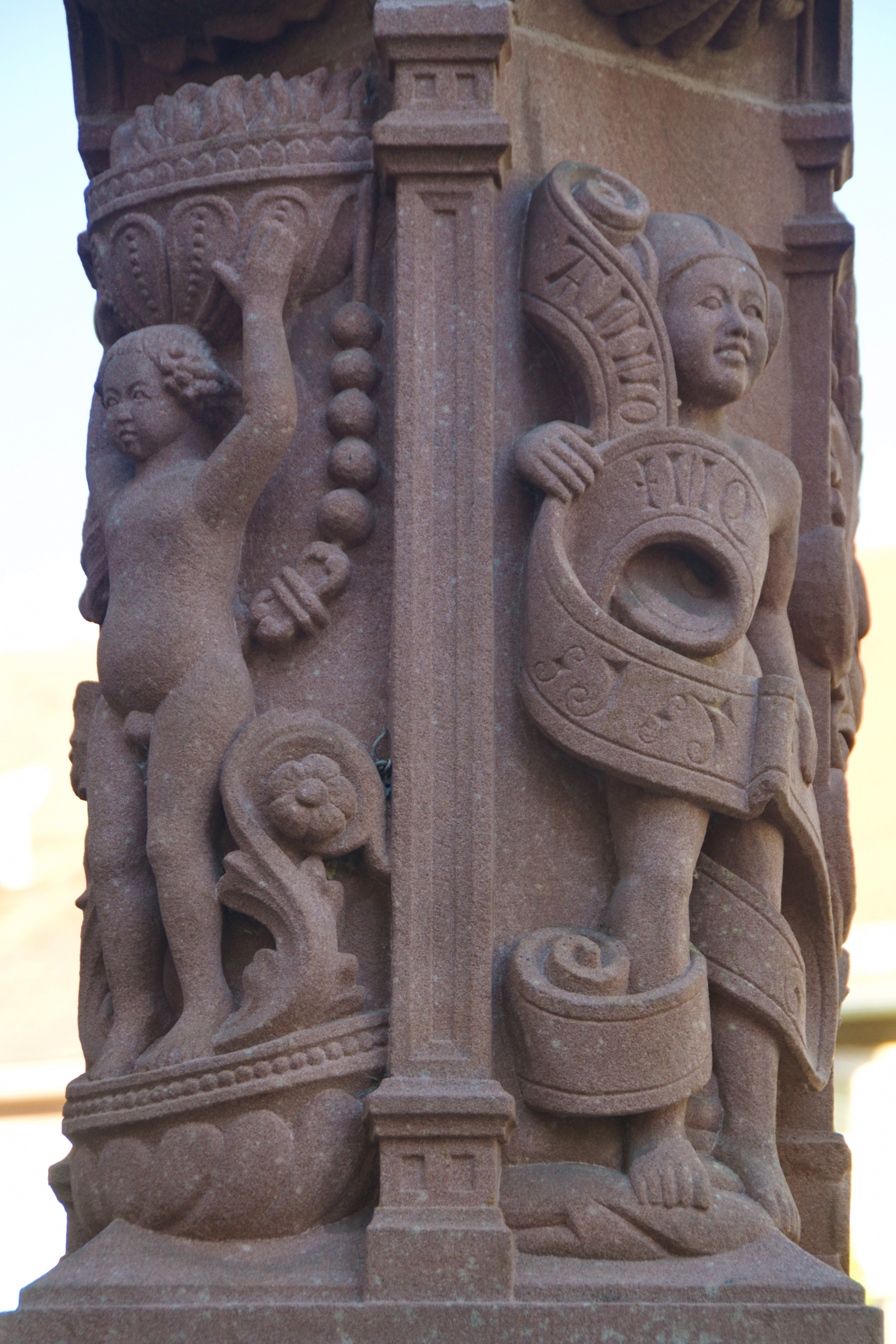
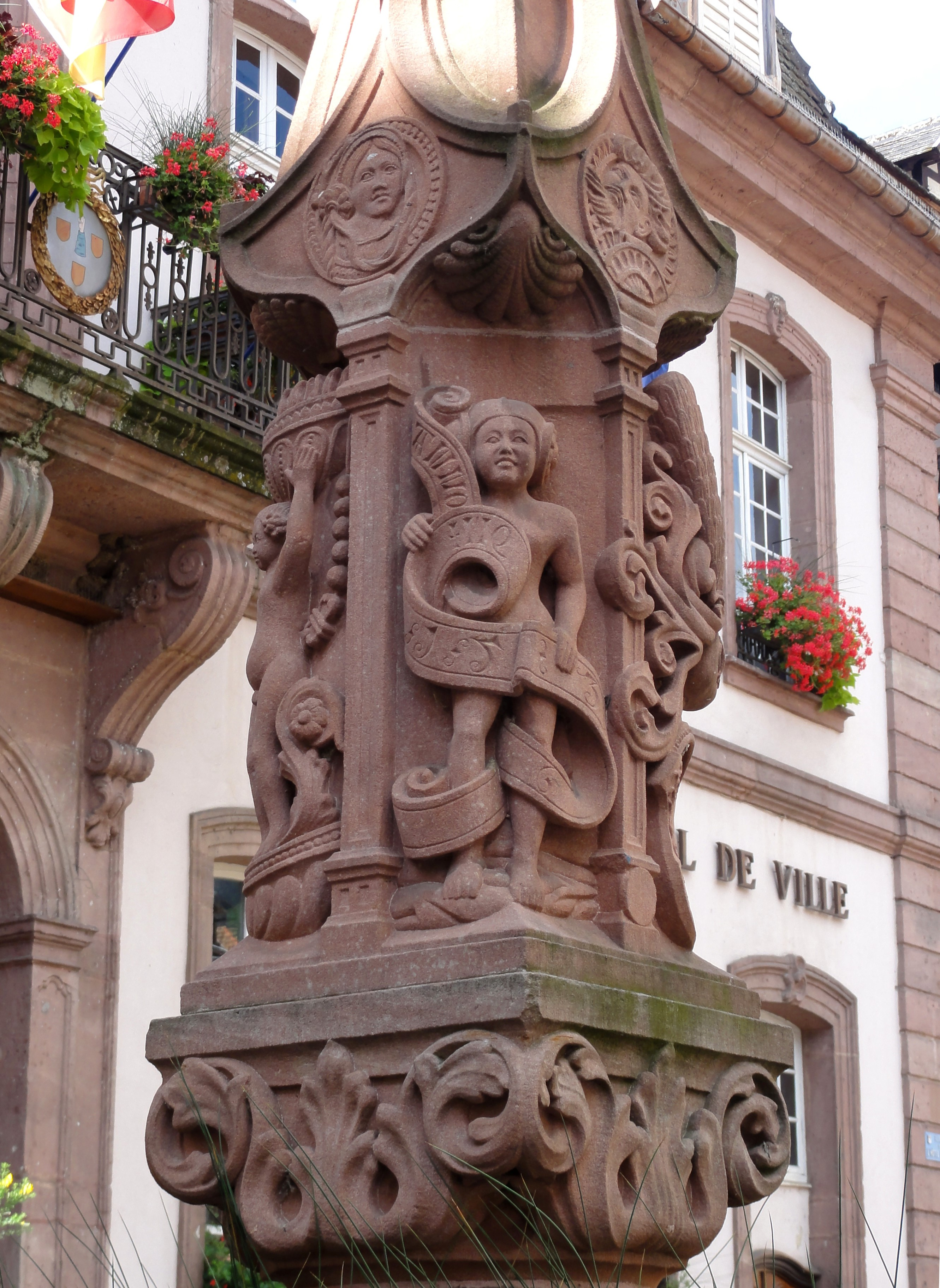